# Leon Battista Alberti

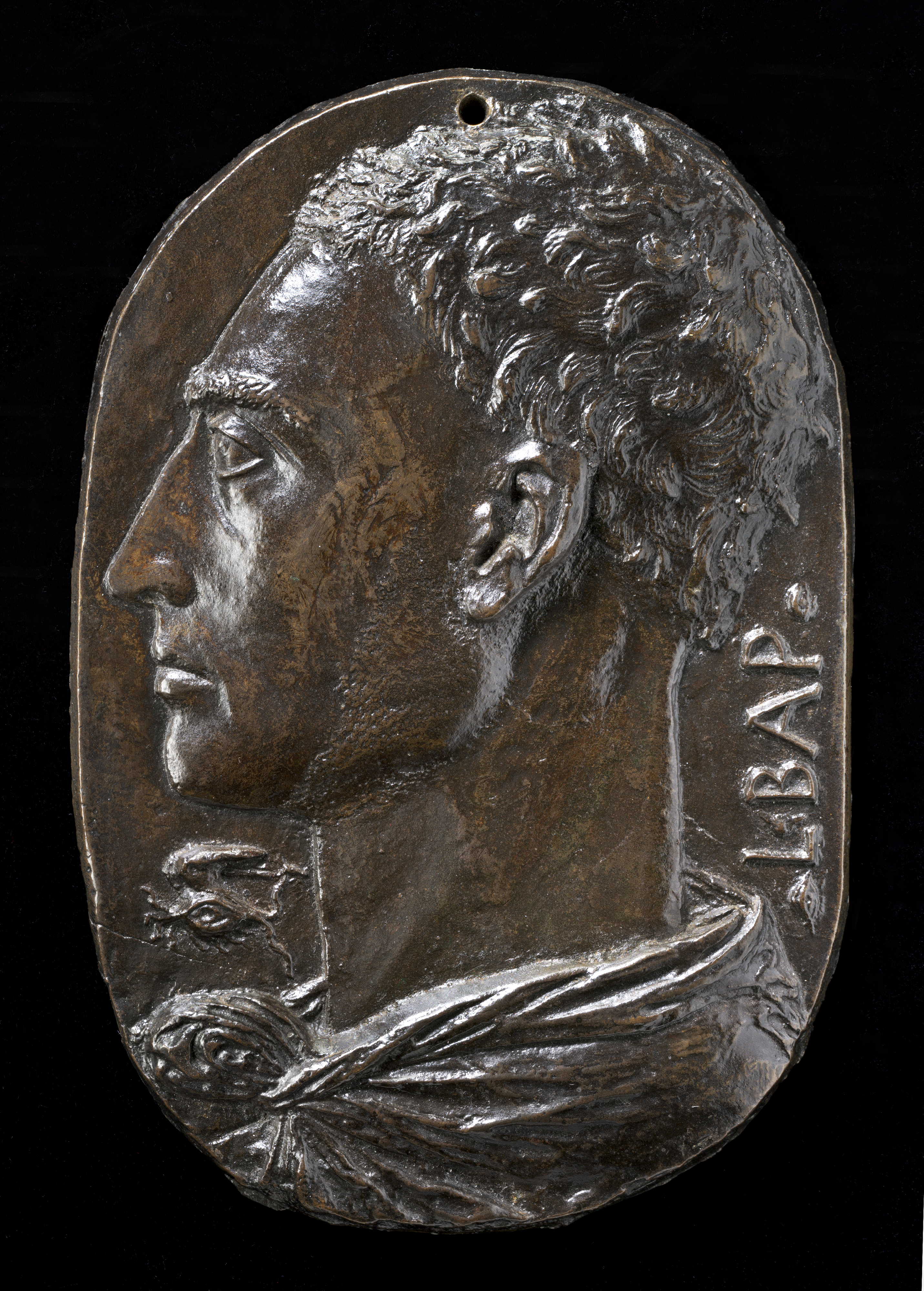
Selbstporträt-Medaille, Bronze, um 1435, National Gallery of Art, Washington

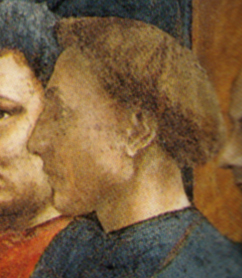
Zeitgenössisches Portrait Filippino Lippis in einem Fresko der Brancacci-Kapelle

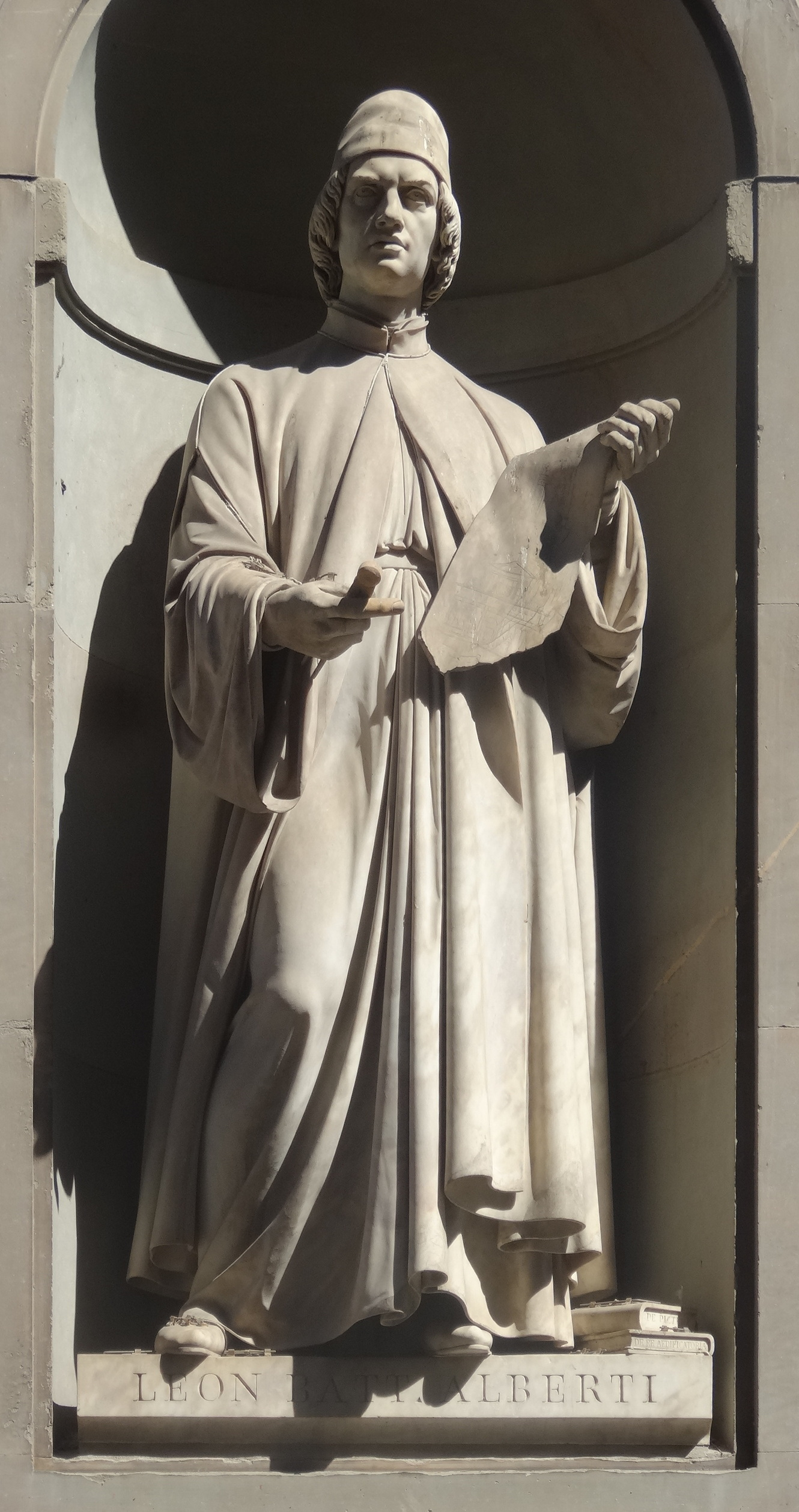
Portraitstatue Leon Battista Alberti (Giovanni Lusini, 19. Jh.) im Hof der Uffizien in Florenz

Leon Battista Alberti (* 14. Februar 1404 in Genua; † 25. April 1472 in Rom) war ein italienischer Humanist, Schriftsteller, Mathematiker, Kunst- und Architekturtheoretiker sowie Architekt und Medailleur der Frührenaissance.
Alberti gehört zu den erstaunlichsten und widersprüchlichsten Gestalten der italienischen Renaissance. Der Kulturhistoriker Jacob Burckhardt nannte ihn in seinem Buch „Kultur der Renaissance“ eine Verkörperung des uomo universale. Begabt mit außergewöhnlich vielen Talenten trat Alberti als Autor von diversen Fachbüchern, kunsttheoretischen Traktaten, mathematischen Abhandlungen sowie von Büchern über gesellschaftliche Themen wie „Della famiglia“ oder von großangelegten Satiren wie „Momus“ hervor. Darüber hinaus beherrschte er alle sieben „freien Künste“. Einzigartig in seiner Zeit aber wurde er als Theoretiker der Malerei, Skulptur und Architektur.
Als Kleriker und langjähriger Angestellter der päpstlichen Kanzlei entwickelte er sich darüber hinaus durch sein theoretisches und praktisches Studium der römischen Antike und durch seinen Zugang zu den führenden Humanistenkreisen des 15. Jahrhunderts zum größten Fachmann seiner Zeit für die antike Baukunst.
In seinem umfangreichen Werk Über die Familie (Originaltitel: I libri della famiglia) schreibt er über die Ökonomie des familiären Haushalts, über die Ehe, die Kindererziehung und über die Freundschaft. Seine Methode zur Verschlüsselung von Texten wurde über mehrere Jahrhunderte nicht verbessert, und sein Orgelspiel im Dom von Florenz wurde allgemein gelobt. Allein in der Kunst der Malerei soll er, wie Giorgio Vasari bemängelt, kein Meister gewesen sein.

## Leben

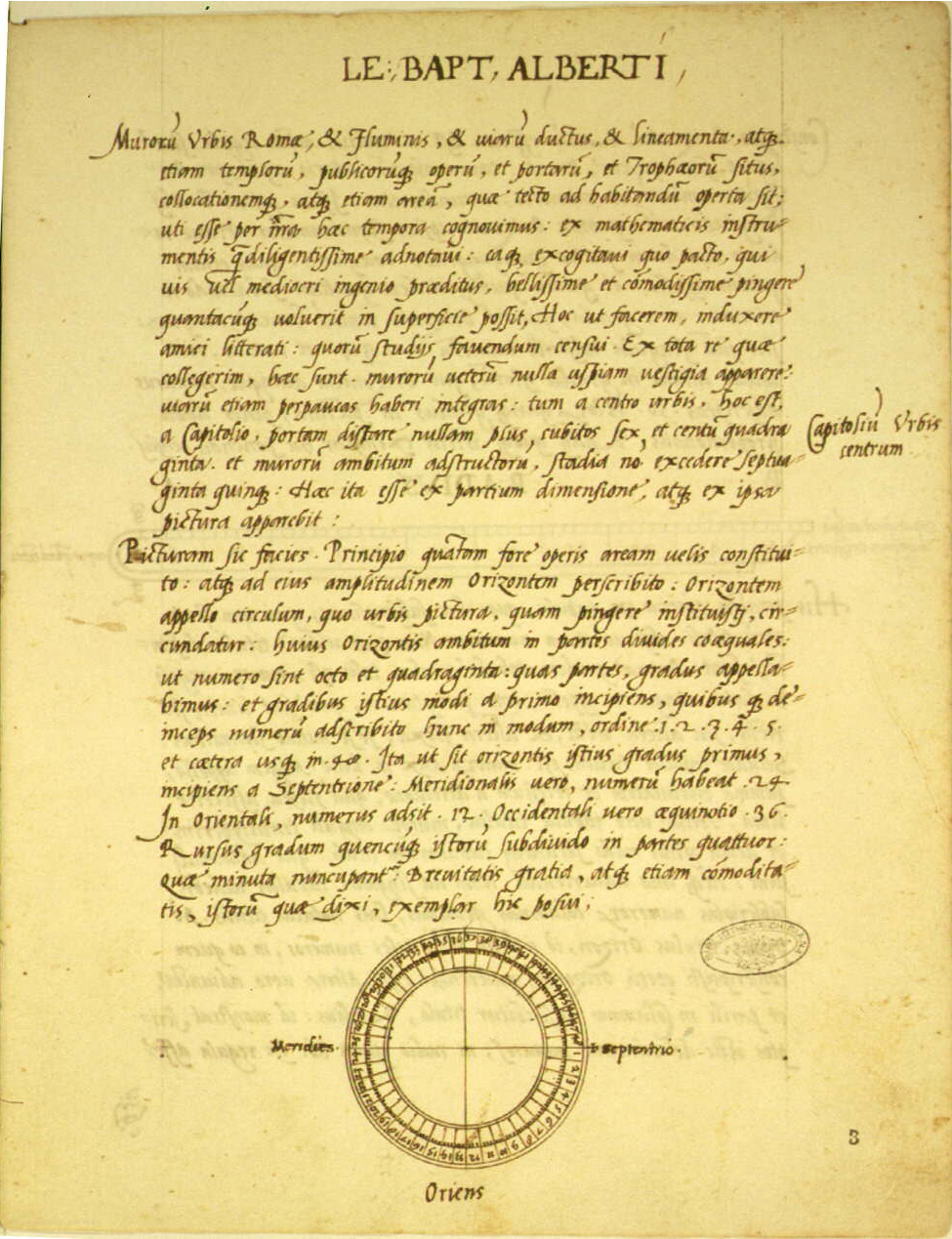
Autograph Albertis (Descriptio urbis Romae)

Battista Alberti wurde als zweiter, unehelicher Sohn von Lorenzo di Benedetto Alberti und Bianca di Carlo Fieschi in Genua geboren. Sein Vater war das Oberhaupt der bedeutenden Florentiner Kaufmannsfamilie der Alberti, die als Verlierer der Machtkämpfe der damaligen Zeit aus Florenz verbannt war. Ab 1415 besuchte Battista die Schule des Humanisten Gasparino Barzizza in Padua und begann danach das Studium des Kirchenrechts in Bologna. Wegen finanzieller Schwierigkeiten nach dem Tode des Vaters wechselte er nach Padua, um dort Physik und Mathematik zu studieren. 1428 schloss er sein Studium mit dem Doktor des Kirchenrechts ab, im gleichen Jahr wurde die Verbannung der Alberti durch den Papst aufgehoben. Für die nächsten vier Jahre gibt es keine gesicherten Nachrichten über seinen Aufenthaltsort oder seine Tätigkeit, vielleicht besuchte er aber zum ersten Mal seine Heimatstadt Florenz. 1432 wurde er Sekretär von Blasius Molin, dem Patriarchen von Grado und erhielt zusätzlich die Stelle eines Abbreviators an der päpstlichen Kurie in Rom. Aufgabe eines Abbreviators war es, Schriftstücke, die für den päpstlichen Geschäftsgang benötigt wurden, zu entwerfen. In dieser Zeit verfasste Alberti auch sein erstes literarisches Hauptwerk in italienischer Sprache, die drei Bücher „Della famiglia“. Themen waren das Verhältnis zwischen Vätern und Söhnen, die Familie und die Hauswirtschaft.
1434 begleitete er Papst Eugen IV. ins Exil nach Florenz. Er begründete oder erneuerte seine Freundschaft mit den Florentiner Künstlern Brunelleschi, Donatello, Ghiberti und anderen und verfasste bald darauf seine berühmten kunsttheoretischen Traktate De statua und De pictura. In dieser Zeit malte er auch selbst und legte sich seinen zweiten Vornamen Leo oder Leone zu. 1438 nahm er als Mitglied der päpstlichen Delegation am Konzil von Ferrara/Florenz teil. In Ferrara lernte er Leonello d’Este kennen und bemühte sich um eine Anstellung an dessen Hof; er beriet ihn zumindest in künstlerischen Angelegenheiten. 1443 kehrte er zusammen mit Papst Eugen IV. nach Rom zurück und begann seine Studien der baulichen Überreste der Antike. In dieser Zeit verfasste er eine kartographische Aufnahme Roms, Descriptio urbis Romae. 1447 erhielt er vom Kardinal Prospero Colonna den Auftrag, zwei römische Schiffe vom Grund des Nemisees zu bergen, der Versuch blieb jedoch erfolglos.
Alberti habe sich eindeutiger als andere vor ihm als ein Denker des Diesseits gezeigt und sei in seinem biographischen Selbstporträt ohne Gottesbezug ausgekommen, so der Historiker Bernd Roeck; sein Werk beziehe sich allein auf weltliche Gegenstände. Ohne jeden Vorläufer seien seine Reflexionen zur Bildhauerei, während die Studien zur Malerei die erste systematische Auseinandersetzung mit diesem Thema überhaupt darstellten. „Ich lobe seinen Verstand dermaßen, daß ich ihm keinen anderen zur Seite stelle“, äußerte der Humanist Lapo da Castiglionchio über Alberti. „Er ist so beschaffen, daß er, auf welches Gebiet auch immer er seinen Geist richtet, alle anderen mit Leichtigkeit übertrifft.“
1447 bestieg mit Tommaso Parentucelli ein führender Humanist als Nikolaus V. den päpstlichen Thron. Nikolaus begann neben dem Aufbau der vatikanischen Bibliothek sofort mit einer umfangreichen Bautätigkeit. Eine Mitarbeit Albertis an den päpstlichen Maßnahmen zur Verschönerung und Erneuerung Roms ist jedoch nicht nachgewiesen, obwohl er dem Papst 1452 sein inzwischen weitgehend fertig gestelltes Werk über das Bauwesen De re aedificatoria präsentierte. Belegt ist hingegen in dieser Zeit (ab ca. 1452) sein Entwurf für die neue Fassade von San Francesco in Rimini, dem so genannten Tempio Malatestiano. Zwischen 1455 und 1458 fertigte er Entwürfe für die Fassade von Santa Maria Novella in Florenz und für den Palazzo Rucellai, beides im Auftrag des Kaufmanns Giovanni Rucellai. 1459 hielt er sich in Begleitung von Papst Pius II. in Mantua auf und machte die Bekanntschaft des Markgrafen Ludovico III. Gonzaga. Dieser beauftragte ihn 1460 mit dem Entwurf für die Kirche San Sebastiano, die zu seinen Lebzeiten ein Torso blieb und später vielfach umgebaut wurde. 1470 wurde er mit der Planung der Kirche Sant’Andrea betraut, deren Grundsteinlegung am 12. Juni 1472 er nicht mehr miterlebte. Alberti starb am 25. April 1472 in Rom, in seinen letzten Jahren gesuchter Gesprächspartner der Herrscher und Fürsten Oberitaliens, hoch angesehen bei den jungen Humanisten der platonischen Akademie in Florenz und weithin geschätzt und gefragt als Mathematiker, Ingenieur und Fachmann für Architektur.

## Kunsttheoretische Schriften
In seinen kunsttheoretischen Schriften strebt Alberti danach, die von ihm beobachtete, in seiner Zeit übliche künstlerische Praxis zu verändern, nämlich die Unwissenheit (ignorantia) der Künstler zu beseitigen und Vernunft und Erkenntnis zu notwendigen Grundlagen künstlerischer Arbeit zu erklären. Sein Verdienst liegt auch darin, dem Diskurs über Kunst eine Sprache und eine rationale und literarische Grundlage gegeben zu haben.

### De pictura(„Über die Malkunst“), 1435/1436
Ziel des Traktats ist weder eine Geschichte der Malerei noch eine handwerkliche Anleitung in der Art des Cennino Cennini, vielmehr soll die Malerei auf eine wissenschaftliche Basis gestellt werden. Im ersten Buch geht es um die Geometrie des Euklid, die Optik und deren Anwendung in der perspektivischen Malerei. Für Alberti ist der Körper, in der Antike definiert durch Teilbarkeit nach Länge, Breite und Tiefe, ein Gegenstand, der unter sichtbaren Oberflächen verborgen ist, oder was von der Oberfläche bedeckt ist, an denen unser Sehen an eine Grenze stößt. Folgerichtig hat er sich mit dem Problem des Sehens zu beschäftigen. Die Beweglichkeit des Sehens ist nur schwer mit der starren Sehpyramide, dem in seiner Zeit üblichen optischen Modell für den Sehvorgang, in Einklang zu bringen. Das führt ihn zu einer Neudefinition des Bildes als einer der möglichen Schnittebenen durch die Sehpyramide und deren Projektion, die er Fenster nennt. Mit seinen Ausführungen beschreibt er die theoretischen Grundlagen perspektivischer Darstellung. Praktische Hilfsmittel für den Maler sind das Fadengitter oder velum und der Guckkasten, die camera ottica. In der Übertragung der Dreidimensionalität der Welt in die Zweidimensionalität der Bildfläche sah er eine Demonstration der Macht des menschlichen Geistes. Eine genaue mathematische Beschreibung perspektivischer Darstellung liefert allerdings erst Piero della Francesca in seinem Buch De Prospettiva Pigendi um 1470.
Im zweiten und dritten Buch geht es um die handwerklichen und geistigen Fähigkeiten des Malers. Mit ingenium bezeichnet Alberti die schöpferischen und geistigen Fähigkeiten der Erfindung (inventio), der Urteilskraft und des Auswahlvermögens (iudicium) sowie die Angemessenheit in Bezug auf den ausgewählten Gegenstand (aptum): Diese Begriffe sind aus der antiken Rhetorik entlehnt und werden hier als kunsttheoretische Begriffe eingeführt. Das auszuführende Werk, das die bildliche Darstellung von handelnden und leidenden Personen umfasst, die historia, ist durch sorgfältige Studien vorzubereiten. Der Begriff historia ist bei ihm allgemeiner gefasst, erst später wurde die Bedeutung auf die Historienmalerei eingeschränkt.
Oberstes Ziel der Malkunst ist die Wirkung des Gemäldes auf den Betrachter. Die anschauliche Darstellung von Affekten soll im Betrachter bestimmte Gemütsbewegungen, Stimmungen, sinnliche Empfindungen und geistige Erkenntnisse anregen bzw. auslösen. Unerschöpfliche Quelle und Vorbild für den Künstler ist die Natur. Es gilt die Natur ins Auge zu fassen und lange und aufs sorgfältigste darauf zu achten, wie eben die Natur, die wunderbare Bildnerin der Dinge, auf den schönsten Gliedern die Flächen zusammengefügt hat. Zum Studium der Natur müssen aber notwendigerweise Tugenden (virtus) wie Fleiß, Geschicklichkeit sowie Willenskraft und Ausdauer des Künstlers kommen, um ein vollkommenes Werk zu schaffen.

### De statua(„Über das Standbild“), um 1435
De statua ist keine – wie man dem Titel nach annehmen könnte – „Abhandlung über die Skulptur oder die Plastik, sondern ein Vorschlag zur Lösung einiger Probleme wie der Messung von Längen und Durchmessern von Körpern und Statuen, der proportionalen Vergrößerung bzw. Verkleinerung eines Modells und der idealen Proportionen des menschlichen Körpers.“ Schlosser hebt besonders die „berühmte und wichtig gewordene Systematik der Bildnerei“ hervor, also Albertis Unterscheidung in die drei Bereiche: Bildner (fictores), die aus Lehm oder Ton Figuren aufbauen oder Material hinzufügen, Bildhauer (sculptores), die Material entfernen, um die Figur zu erzeugen, und schließlich zum Beispiel Gold- oder Silberschmiede (argentarii), die Hohlformen aus geschmiedetem Metall erzeugen. Für die Zwecke der Vermessung entwickelt Alberti drei Instrumente: die Hexempeda, eine proportionale Messlatte, die Normae zur Ermittlung von Durchmessern, und das Finitorium, ein kompliziertes Gerät mit einer runden, in Grade eingeteilten Scheibe plus beweglichem Zeiger, die auf dem Kopf der auszumessenden Figur befestigt wurde. Mit diesem Gerät konnte er die Koordinaten eines jeden Punktes im Raum oder an der Figur bestimmen und in einer Tabelle festhalten. Die Proportionstabelle des menschlichen Körpers am Ende von „De statua“ (Tabulae dimensionum hominis) berücksichtigt neben Länge und Breite des Körpers und seiner Teile auch deren dritte Dimension.

### De re aedificatoria(„Über das Bauwesen“), 1443–1452

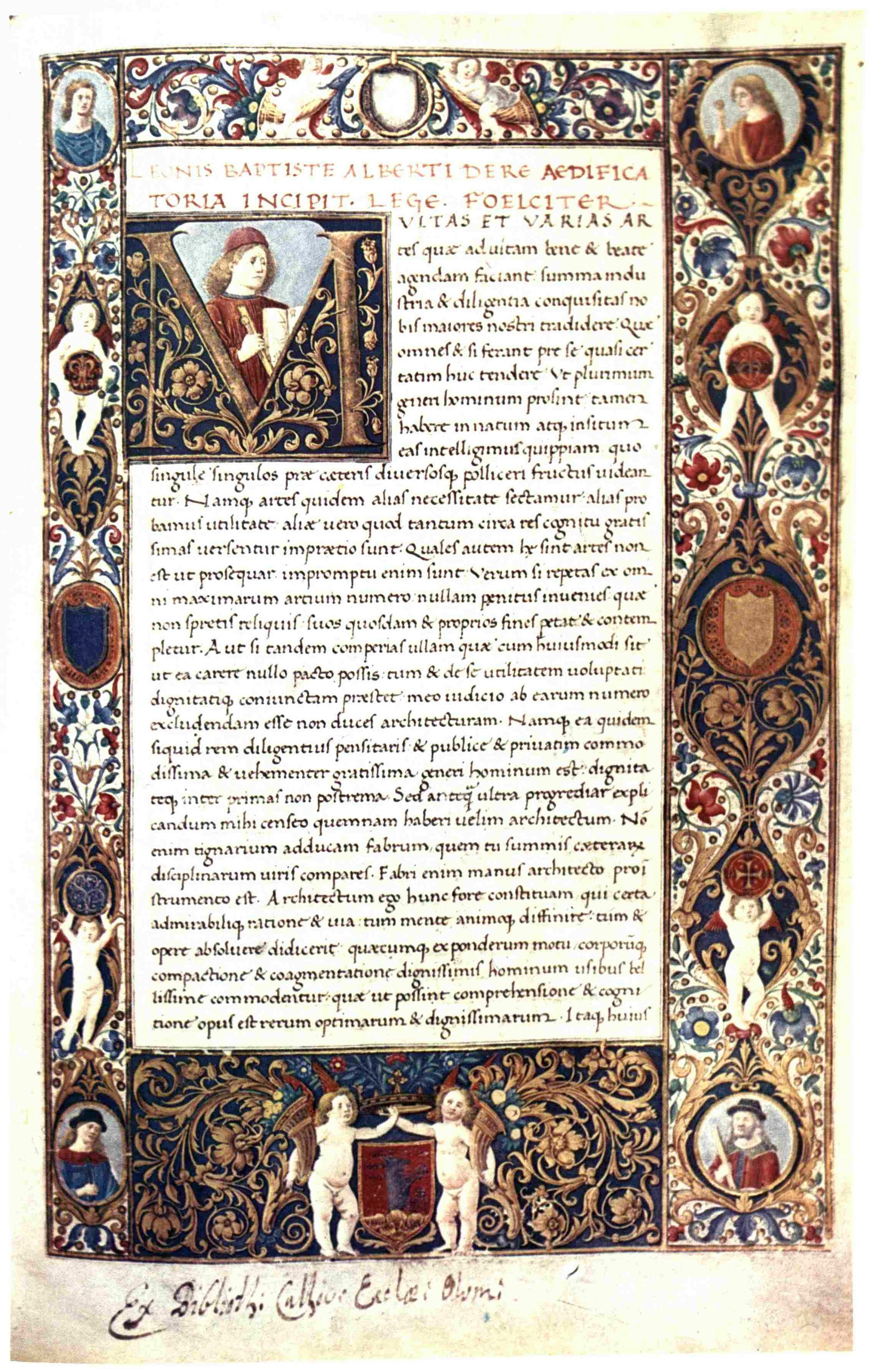
Der Prolog von De re aedificatoria in der um 1485/1490 geschriebenen Handschrift Olomouc, Státní Archiv, Domské i Kapitolní Knihovna, Cod. Lat. C. O. 330

Albertis groß angelegtes Lehrbuch über das Bauwesen entstand wahrscheinlich zwischen 1443 und 1452 in Rom, eventuell auf Anregung des Fürsten von Ferrara, Leonello d’Este. In klassischem Latein geschrieben, richtete es sich nicht an Architekten, sondern vorrangig an gebildete Bauherren und an die akademische Welt der Humanisten. Im Mittelpunkt des Werkes steht die Architektur der römischen Antike, die Alberti als Vorbild und Anregung für seine Gegenwart ansah. Dabei ist sein archäologisch-denkmalpflegerischer Ansatz, der eine untergegangene Epoche rekonstruieren und vor dem gänzlichen Verfall retten wollte, von seinem idealistischen Ansatz, der diese in sich abgeschlossene Periode der römischen Antike mit neuem Leben füllen und für seine Gegenwart fruchtbar machen wollte, zu unterscheiden.
Alberti orientiert sich zunächst stark an dem einzigen aus der Antike überlieferten Werk über Architektur, Vitruvs De architectura libri decem aus der Zeit um 30–20 vor Chr. Er übernimmt nicht nur die Anzahl der Bücher (zehn), sondern auch Teile des Stoffes aus den Bereichen Baustoffkunde, Baukonstruktion, Gebäudetypologie und aus dem ganzen Komplex der Tempelformen und Säulenordnungen. Außerdem legt er der Großgliederung seines Traktats (genauer: den Büchern II–IX) die berühmten Vitruv’schen Kategorien firmitas (Festigkeit), utilitas (Nützlichkeit) und venustas (Schönheit) zugrunde. Folgerichtig behandeln die Bücher II und III die Themen Baustoffkunde (De materia) und Baukonstruktion (De opere), die Bücher IV und V die typologischen Beschreibungen sowohl der öffentlichen Anlagen (De universorum opere) wie auch der einzelnen sakralen, öffentlichen und privaten Gebäude (De singulorum opere), während es in den Büchern VI–IX um den Schmuck im Allgemeinen (De ornamento) wie auch um den Schmuck der Tempel und Basiliken, der sonstigen öffentlichen Gebäude und der Privathäuser geht. Das Buch I handelt von der Planung allgemein (De lineamentis), das Buch X von der Instandsetzung der Gebäude (Qui operum instauratio inscribitur).
Während Alberti jedoch in den Fragen der antiken Baupraxis weitgehend von Vitruv und anderen Autoren abhängig bleibt, löst er sich auf dem Gebiet der Architekturtheorie fast vollständig von seinem antiken Vorgänger. Zum Beispiel verändert er die erforderliche Qualifikation des Architekten, die sich bei Vitruv noch gleichrangig aus handwerklicher Praxis (fabrica) und theoretischen Kenntnissen (ratiocinatio) zusammensetzte, zu Gunsten des reinen Planers, der sich für die Arbeit vor Ort eines Bauleiters bedient. Auch die sechs zentralen Vitruvschen Grundbegriffe ordinatio, dispositio, eurythmia, symmetria, decor und distributio ersetzt er vollständig durch seine eigenen sechs Kategorien regio, area, partitio, paries, tectum, apertio (Gegend, Grundstück, Einteilung, Wand, Dach und Öffnung). Vor allem aber beschreitet er auf dem Gebiet der ästhetischen Theorie Neuland, indem er weit über Vitruvs Ausgangsthese vom „Wegnehmen“ und „Hinzufügen“, das bewirkt, das ein Gebäude „gehörig gestaltet zu sein scheint und beim Anblick nichts vermisst wird“, hinausgeht und zu einer umfassenden Definition der Schönheit voranschreitet: „Die Schönheit ist eine Art Übereinstimmung (consensus) und Einklang (conspiratio) der zugehörigen Teile in Bezug auf eine bestimmte Anzahl (numerus), Beziehung (finitio) und Anordnung (collocatio), so wie es die Harmonie (concinnitas), das vollkommene und ursprüngliche Naturgesetz, verlangt.“
Auffallend an der Architekturtheorie Albertis ist vor allem ihre erstaunliche Modernität. Ob es um die neue Rolle des Architekten als reiner Planer mit eigenem, nicht mehr handwerklich geprägtem Ausbildungsgang geht oder um das neue Bild der Stadt mit seiner Gleichrangigkeit von Öffentlichem Raum und Gebäuden; ob es die originelle Skelettbautheorie und das Konzept von Knochen und Haut, Skelett und Hülle ist oder die Relativierung des Schönheitsbegriffs und das Einbeziehen der subjektiven Wahrnehmung in die ästhetische Diskussion – immer weisen die Konzepte weit in die Zukunft, im mindesten Fall dreihundert Jahre bis über den Absolutismus hinaus in das Zeitalter der Aufklärung, im weitesten Fall bis ins 19. und 20. Jahrhundert hinein. Damit ist „De re aedificatoria“ nicht nur die erste Abhandlung der Neuzeit über das Bauwesen, sondern bleibt auch über einen langen Zeitraum hinweg die bedeutendste Schrift zur Architekturtheorie.

## Bauten

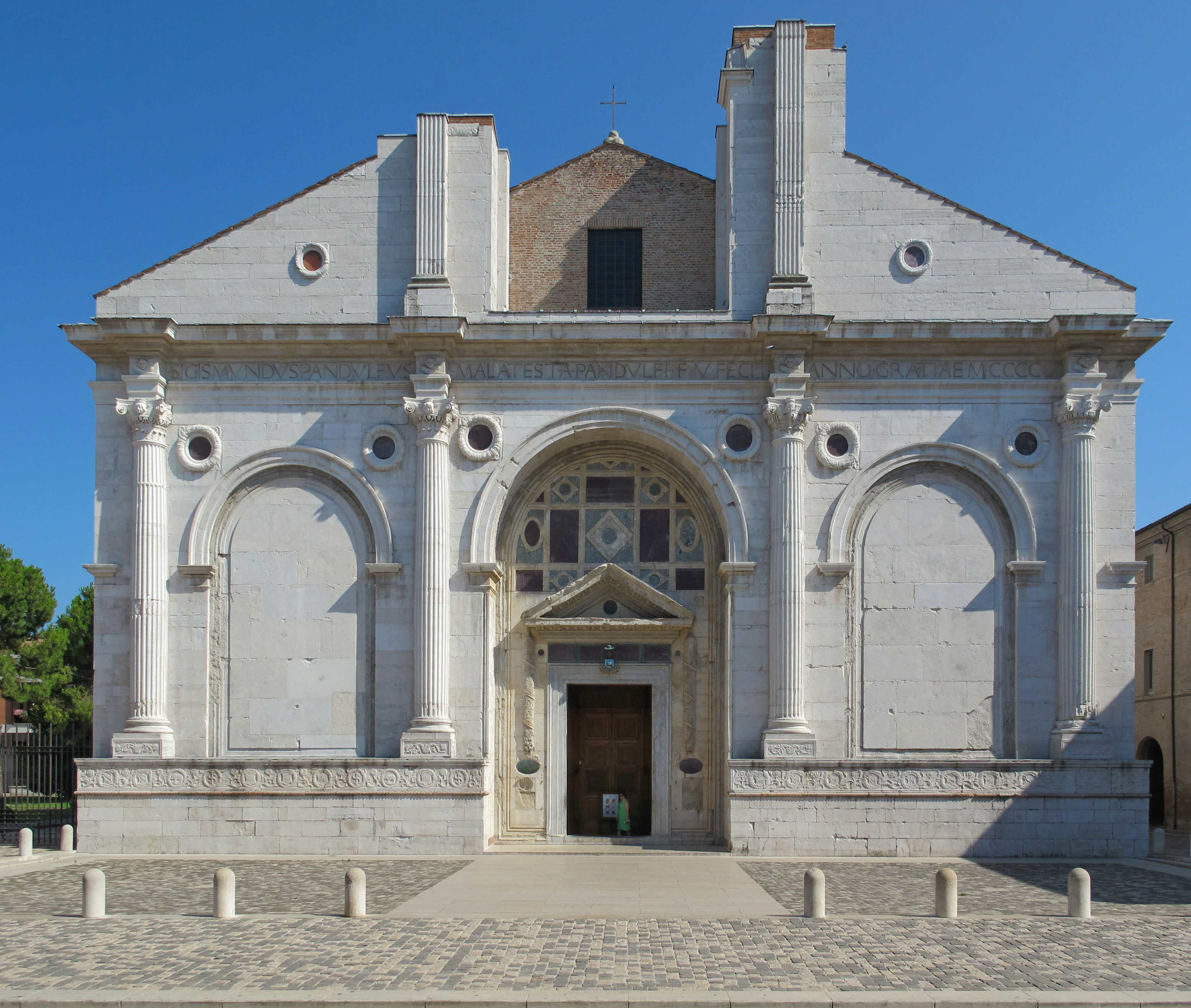
Tempio Malatestiano

### San Francesco in Rimini, genannt Tempio Malatestiano (1452)
Von Sigismondo Malatesta erhielt Alberti den Auftrag einer externen Umgestaltung von San Francesco in Rimini – und seit dem 19. Jahrhundert Kathedrale der Stadt – zu einer angemessenen Grabstätte für ihn und seine dritte Frau Isotta degli Atti. San Francesco war seit 1312 die Grablege der Malatesta. 1452 entwarf Alberti für die Kirche eine neue Fassadenverkleidung aus Marmor, die den Bau an drei Seiten umschließt. Die Frontfassade zeigt eine freie Interpretation des römischen Triumphbogenmotivs, wahrscheinlich inspiriert vom nahegelegenen Augustusbogen in Rimini. Die Seiten wurden als Arkaden ausgebildet, deren Bogenöffnungen Sarkophage enthielten. Alberti lieferte für den Bau nur Pläne und ein Modell und gab schriftliche Anweisungen von Rom aus. Ausgeführt wurde das Projekt von den Baumeistern Matteo de’Pasti und Agostino di Duccio. Die Fassade blieb unvollendet, ihr geplantes Aussehen lässt sich nur skizzenhaft an einer Medaille erkennen, die zum Anlass des Baubeginns geprägt wurde.

### Bauten in Florenz

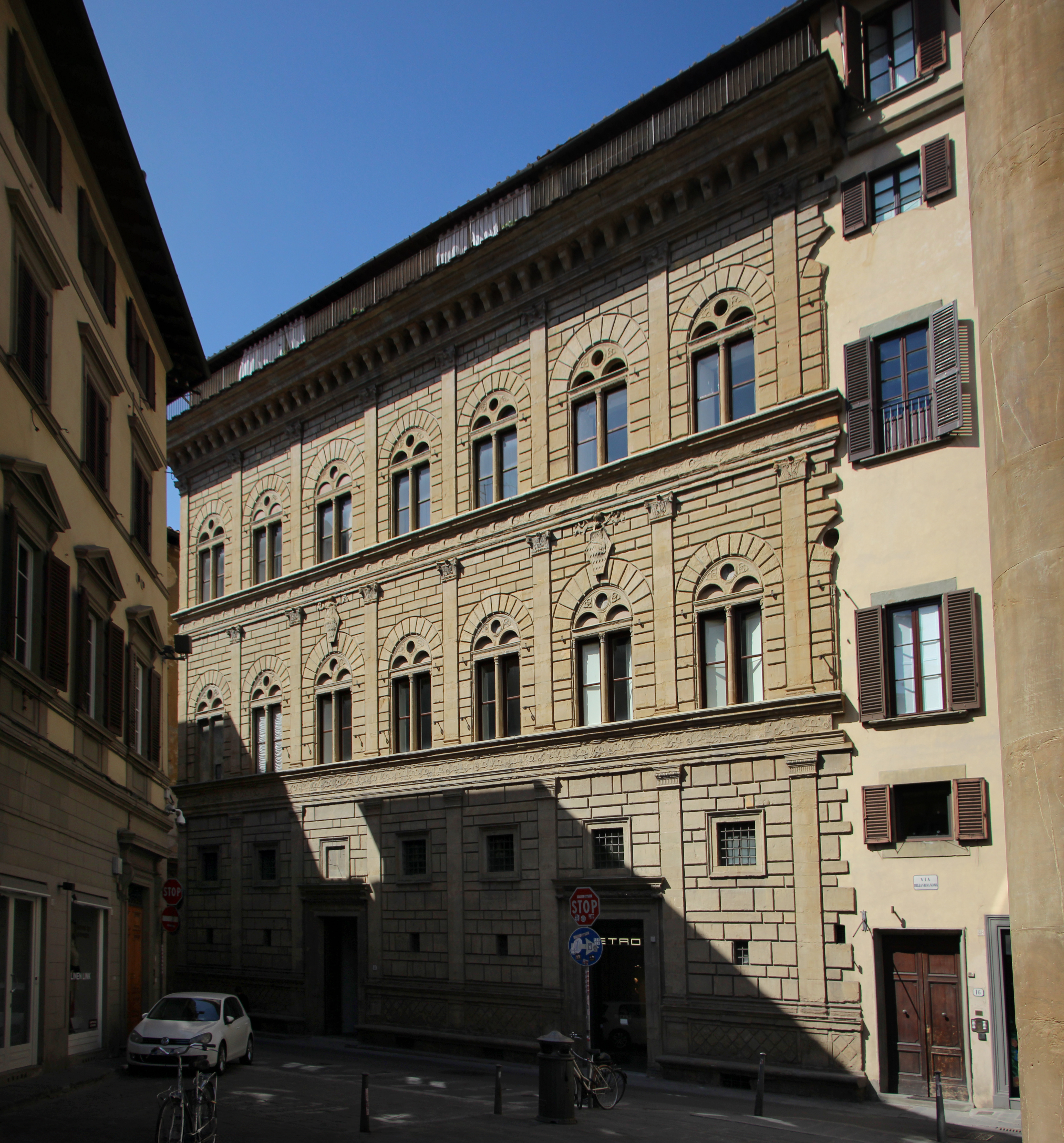
Fassade des Palazzo Rucellai

Für den reichen Florentiner Kaufmann Giovanni Rucellai entwarf Alberti die Fassade der Gebäude an der Via della Vigna, die mehrheitlich im Besitz der Familie waren. Die Rucellai, die durch großen Reichtum und die Heirat mit einer Medici in die höchste Florentiner Gesellschaft aufgestiegen waren, sollten angemessen repräsentiert werden. Zu dem städtebaulichen Komplex gehören der Palast, die Loggia und die Piazza.

#### Palazzo Rucellai (um 1455/1462)
Insgesamt acht kleinere Gebäude wurden zu einem repräsentativen Palast mit zunächst fünf Achsen zusammengefasst. Laut Vasari entwarf Alberti die Fassade (um 1455) und wendete bei ihrer Gliederung zum ersten Mal in der neueren Architekturgeschichte die Fassadeneinteilung des römischen Theaters mittels übereinander gestellter Säulenordnungen an. Die Fassade aus feiner Rustika wird durch flache Pilaster und Gebälkstreifen gegliedert, die Kapitelle der Pilaster orientieren sich im Erdgeschoss an der dorischen, im ersten Obergeschoss an der ionischen, im zweiten Obergeschoss an der korinthischen Ordnung. Bauleiter war vielleicht Bernardo Rossellino, der auch als Architekt des Innenausbaus vermutet wird. Nach 1462 wurde der Bau auf sieben Achsen erweitert.

#### Sepolcro Rucellai in San Pancrazio (1467)
Die einzige Quelle dafür, dass der Entwurf von Alberti stammt, ist die Aussage von Vasari. Die Planung zu dem Bau fiel in die Jahre 1457–1459, vollendet wurde er 1467. Das am Heiligen Grab in Jerusalem orientierte Grabmal ist mit Marmorfeldern verkleidet und wird durch korinthische Pilaster gegliedert. Zwei Pilaster fassen jeweils drei Quadrate aus weißem Marmor ein, in die jeweils ein kreisförmiges Ornament eingelassen ist. Neben variierten Sternformen enthalten diese Tondi die Embleme der Medici und der Rucellai.

#### Santa Maria Novella in Florenz (1470)

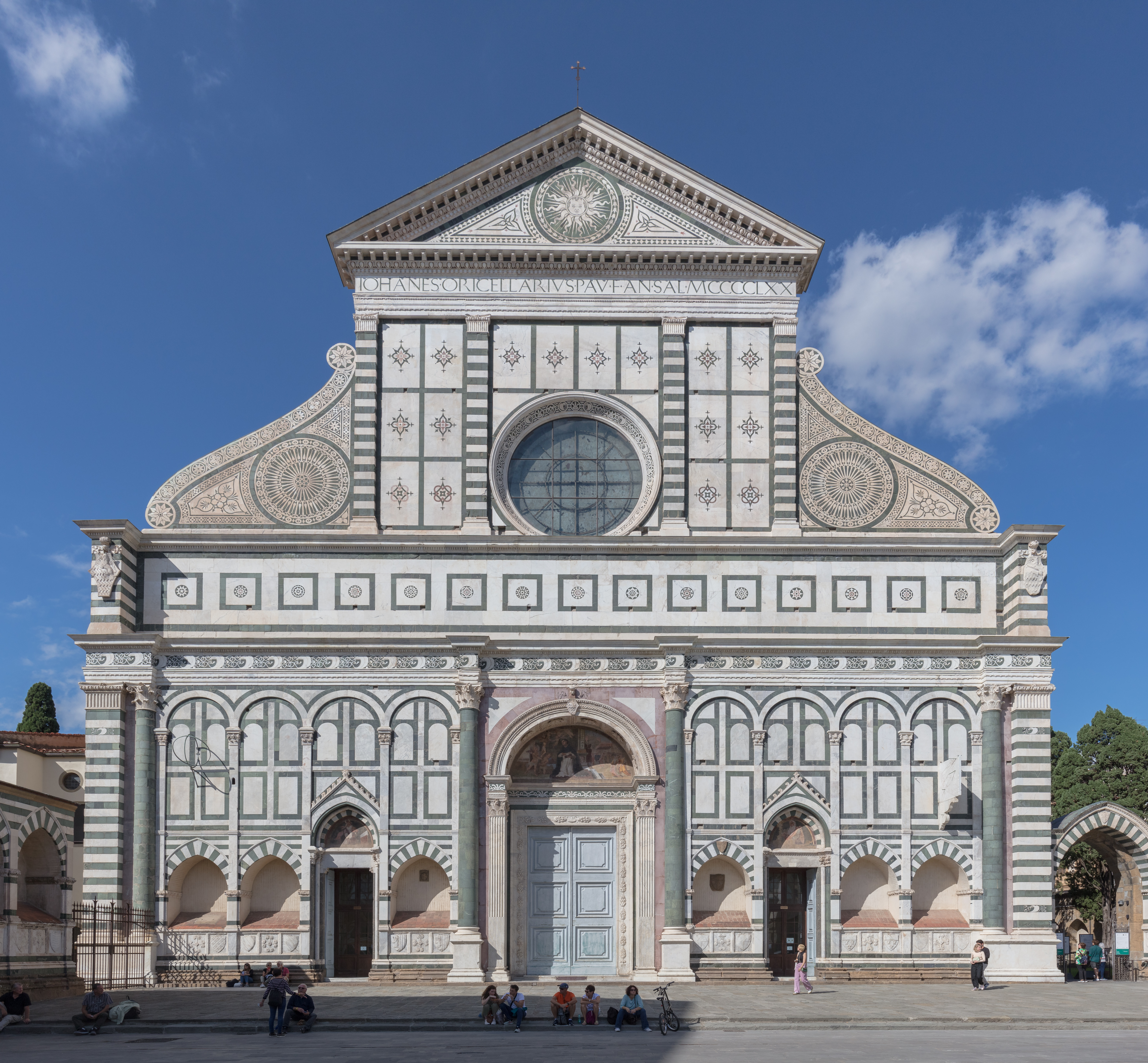
Santa Maria Novella, Fassade vollendet von Alberti, 1470

Die 1278 begonnene gotische Kirche der Dominikaner wurde 1420 geweiht. Die Fassade mit geometrischen Inkrustationen aus grünem und weißem Marmor blieb bis in die Mitte des 15. Jahrhunderts unvollendet. Laut Vasari lieferte Alberti für Rucellai einen Entwurf zur Vollendung der Fassade (1457/58). Bauleiter war Giovanni Bettino. Der Bau wurde 1470 vollendet.
Alberti hatte bei seinem Entwurf die Gliederung des Erdgeschosses, das große Rundfenster im ersten Obergeschoss der Basilika sowie die Pultdächer der Seitenschiffe zu berücksichtigen. Unter Respektierung der vorhandenen Teile entwickelte er die alte Konzeption in seinem Sinne weiter. Die neuen Partien wurden regelmäßiger und großzügiger angelegt, die geometrischen Linien klarer herausgearbeitet. Dreiviertelsäulen als Rahmung des Portals und der Gebäudeecken sowie kolossale Pilaster an den Seiten der Fassade geben dem Erdgeschoss eine geschlossene Form. Darüber hinaus wird das Erdgeschoss durch eine hohe Attikazone über dem Gebälk zusammengefasst. Der durch flache Pilaster gegliederte Aufsatz im Obergeschoss fasst den Okulus ein und wird durch einen klassischen Tempelgiebel bekrönt. Die für Santa Maria Novella gefundene Lösung, die Pultdächer der Seitenschiffe durch zwei Voluten abzudecken, wurde in der Folge von vielen Architekten, vor allem im Barock, nachgeahmt.

### Bauten in Mantua
Von besonderer Bedeutung für die Architekturgeschichte sind die für Ludovico III. Gonzaga ab 1460 in Mantua erbauten Kirchen San Sebastiano und Sant’ Andrea, die den Kirchenbau revolutionierten. Es sind die einzigen Bauten, die Alberti vollständig entworfen hat. Sie wurden beide zu seinen Lebzeiten nicht vollendet, Sant’Andrea erst kurz nach seinem Tode begonnen. Bei beiden Bauten geht Alberti frei und schöpferisch mit den antiken Vorgaben um.

#### San Sebastiano (ab 1460)

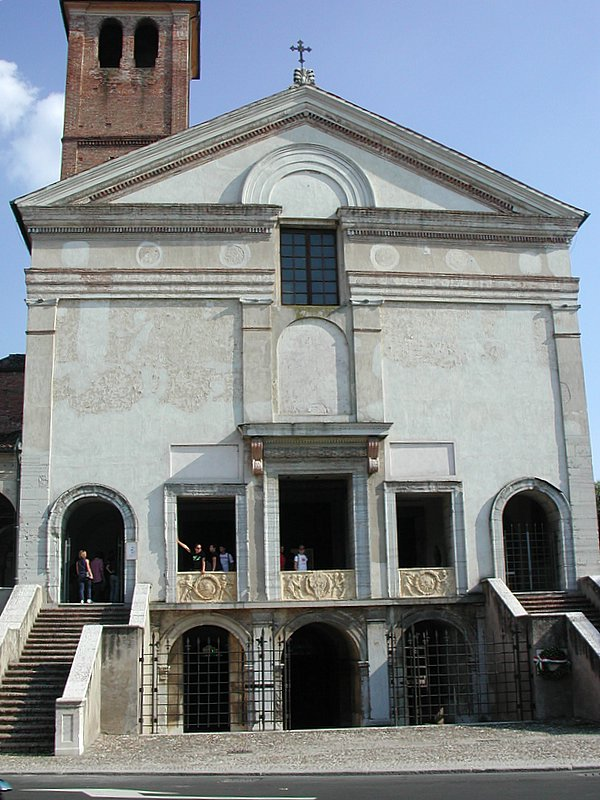
San Sebastiano, Mantua

San Sebastiano ist ein Zentralbau auf dem Grundriss eines griechischen Kreuzes. Der 1460 begonnene Bau besitzt einen ungewöhnlich hohen Sockel (eventuell wegen Gründungs- und Feuchtigkeitsproblemen), die Fassade wird durch Pilaster gegliedert und mit einem Tempelgiebel abgeschlossen. Der Bau wurde in der Folge mehrfach verändert, so dass das ursprüngliche Konzept Albertis nicht mehr genau zu ermitteln ist.

#### Sant’ Andrea (ab 1472)

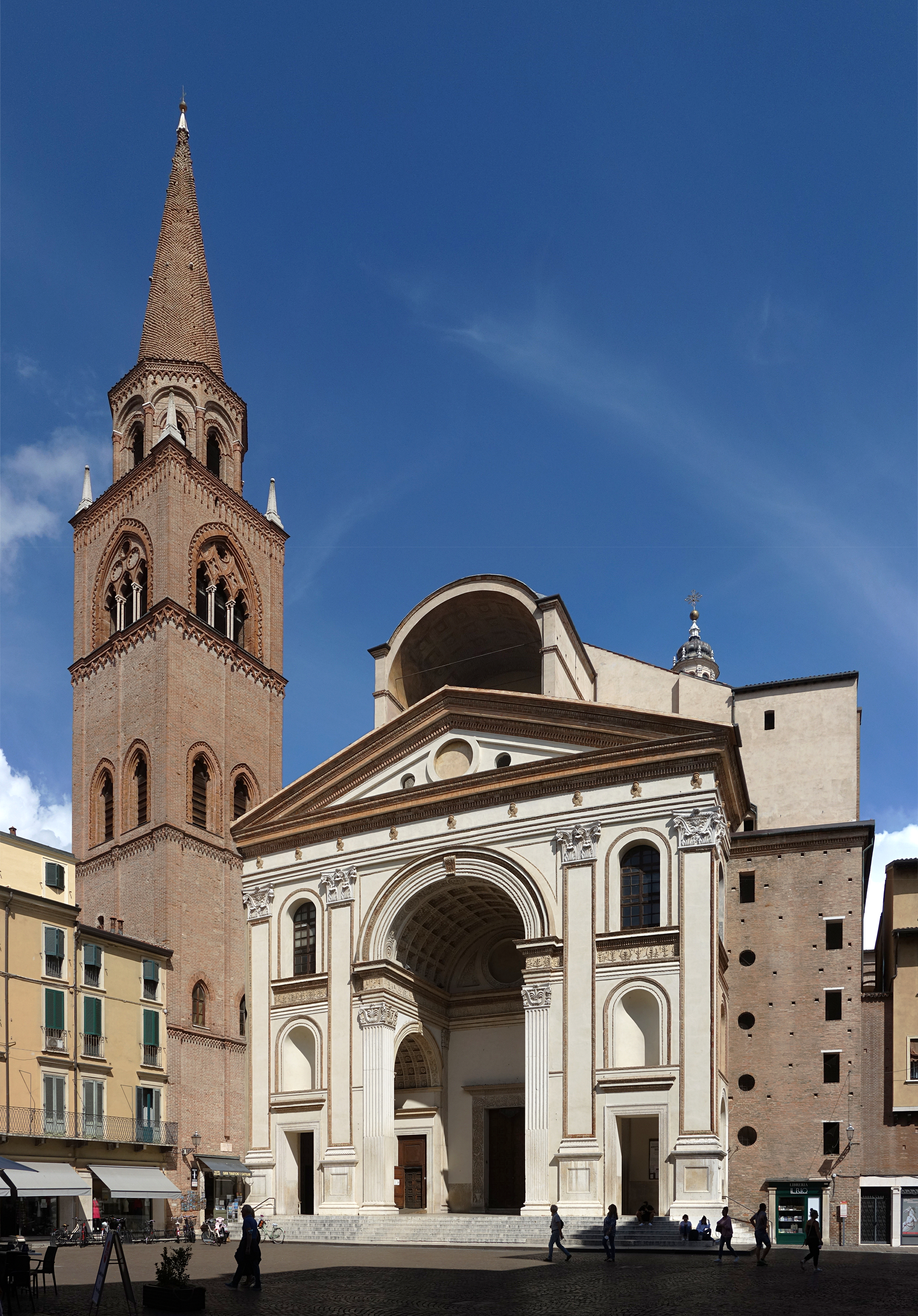
Sant’ Andrea, Mantua

Im 1472 begonnenen Sant’ Andrea ersetzte Alberti die Seitenschiffe des normalen Basilikagrundrisses durch eine Reihe von Kapellen, eine für den Kirchenbau der Spätrenaissance und des Barock folgenreiche Erneuerung. In der Fassade kombinierte er die antike Tempelfront mit einem Triumphbogenmotiv mit flachen Pilastern anstelle der sonst üblichen Säulen oder Halbsäulen.
Alberti orientierte sich offenbar auch an einem biblischen Text aus dem ersten Buch der Könige (6,7), in dem der Salomonische Tempelbau beschrieben wird, dessen Proportionen nach Länge, Breite und Höhe er aufnimmt. Der Tempel maß 60 zu 20 zu 30 Ellen, Sant’ Andrea 120 zu 40 zu 60 bracci (ein braccio, etwa 47 cm). Die endgültige Fertigstellung von Sant’ Andrea währte rund 300 Jahre, mit starken Veränderungen im Entwurf und Konzept. Bei Alberti war die Kirche noch auf das Hauptschiff und die Seitenkapellen begrenzt. Später wurde eine Vierung, die mit einer Kuppel gekrönt wird, ferner ein Chor und zwei Konchen angehängt.

## Schriften und literarische Werke
- Philodoxius, 1424. Komödie

Opere volgari, 1843

- De religione, zwischen 1429 und 1432.
- Ephebia, zwischen 1429 und 1432.
- Deifira, ein Buch über die Liebe und wie man ihr entfliehen kann, 1428.
- De commodis litterarum atque incommodis, um 1430 bis 1432.
- Vita Sancti Potiti, 1433.
- Intercenales, 1430–1443. Tischgespräche.
- I Libri della famiglia, 1433–1441. Erster Druck 1843. Turin 1969. Digitalisat: Della Famiglia, vollständiger Text in italienischer Sprache.
- De pictura, 1435, gewidmet Filippo Brunelleschi; Della pittura, 1436 (Volltext, lat.)
- De statua, 1435/1436.
- Apologi, 1437. Über seine Lebensphilosophie
- De iure, 1437.
- Pontifex, 1437.
- Vita, 1438. Autobiographie, anonym und ohne Titel erschienen.
- Villa, 1438. Über Landwirtschaft.
- Theogenius, 1440.
- De equo animante, 1441. Abhandlung über Pferdehaltung (Volltext, lat.)
- Canis, 1441/1442, Lob seines Hundes.
- Musca, 1441. Über die Fliege.
- Profugiorum ab aerumna, 1441/1442.
- Certame Coronario, gedruckt 1441. Dichterwettbewerb.
- Grammatica della lingua toscana, 1441–1447.
- Descriptio urbis Romae. Früheste erhaltene Stadtvermessung Roms der Neuzeit.
- Navis, 1447.
- De motibus ponderis, 1448.
- Ludi rerum Mathematicarum, vor 1452.
- De re aedificatoria, Rom 1452. Architekturtheoretisches Traktat, erste Veröffentlichung 1485.
- Momus o del principe, um 1440. Satire.
- De porcaria coniuratione, 1453.
- Trivia senatoria, 1460.
- De Componendis Cifris, 1466/1467. Anleitung zum Verschlüsseln von Texten (Volltext, lat., pdf, 121 kB).
- De Iciarchia, 1468.

## Textausgaben
- Leon Battista Alberti: Opere volgari. Hrsg. von Cecil Grayson. 3 Bde. Laterza, Bari, 1960–1973 (= Scrittori d’Italia, 218, 234, 254) (kritische Gesamtausgabe der italienischsprachigen Texte)
- Edizione nazionale delle opere di Leon Battista Alberti. Polistampa, Firenze (kritische Gesamtausgabe)
  - Abteilung 1: Biographica
    - Band 1,2: Corpus epistolare e documentario. Hrsg. von Paola Benigni u. a., 2007, ISBN 978-88-596-0402-0

  - Abteilung 7: Opuscoli e frammenti
    - Band 7,3: Pontifex. Hrsg. von Andrea Piccardi, 2007, ISBN 978-88-596-0363-4
- Leon Battista Alberti: Momvs / Momus. Hrsg. von Paolo d’Alessandro, Francesco Furlan. Les Belles Lettres, Paris 2019, ISBN 978-2-251-44915-9 (kritische Edition mit französischer Übersetzung von Claude Laurens sowie Bibliographie und Kommentar)
- Ruggiero Romano, Alberto Tenenti: I libri della fimiglia. Turin 1969.

## Moderne Übersetzungen
- Drei Bücher über die Malerei. Italienisch/Deutsch, im Originaltext herausgegeben und übersetzt von Hubert Janitschek; textlich unveränderter Neusatz der Wiener Erstausgabe von 1877. Boer, Berlin 2015, ISBN 978-3-924963-02-6.
- Zehn Bücher über die Baukunst / De re aedificatoria. (Originalausgabe: Florenz 1485). Ins Deutsche übertragen, eingeleitet und mit Anmerkungen und Zeichnungen versehen durch Max Theuer. 2. Auflage. Darmstadt 2005 (unveränderter reprographischer Nachdruck der 1. Auflage von 1912).
- On Painting and On Sculpture. Hrsg. von Cecil Grayson. Phaidon, London 1972, ISBN 0-7148-1552-7 (lateinischer Text und englische Übersetzung).
- Leonis Baptistae Alberti de equo animante. Hrsg. von Cecil Grayson. In: Albertiana. 2, 1999, S. 191–235 (mit französischer Übersetzung von Jean-Yves Boriaud).
- De statua. Hrsg. von Marco Collareta. Sillabe, Livorno 1999, ISBN 88-86392-47-8 (lateinischer Text und italienische Übersetzung).
- Descriptio Urbis Romae. Hrsg. von Martine Furno und Mario Carpo. Droz, Genève 2000, ISBN 2-600-00396-7 (kritische Edition und französische Übersetzung).
- Das Standbild. Die Malkunst. Grundlagen der Malerei. Hrsg., eingeleitet, übersetzt und kommentiert von Oskar Bätschmann. Darmstadt 2000.
- Momus. Herausgegeben von Virginia Brown und Sarah Knight. Harvard University Press, Cambridge (Massachusetts) 2003, ISBN 0-674-00754-9 (lateinischer Text und englische Übersetzung).
- Vita. Hrsg. von Christine Tauber und Robert Cramer. Stroemfeld, Frankfurt a. M. 2004 (lateinischer Text und deutsche Übersetzung).
- On Painting. A New Translation and Critical Edition. Hrsg., übersetzt und kritisch ediert von Rocco Sinisgalli. Cambridge University Press, New York 2011, ISBN 978-1-107-00062-9 (books.google.de).
- Über die Seelenruhe oder Vom Vermeiden des Leidens in drei Büchern. Hrsg., eingeleitet und kommentiert von Hanna Gründler mit Katharine Stahlbuhk und Giulia Baldelli. Übersetzt von Victoria Lorini. Wagenbach, Berlin 2022 (Originaltitel: Della tranquillità dell’animo), ISBN 978-3-8031-3713-5.
- Gabriel Siemoneit: Leon Battista Alberti, Descriptio urbis Romae. Überlegungen zu Modernität und Entstehungskontexten, nebst lateinisch-deutscher Edition (= Studia Albertiana Vindobonensia. Neulateinische Studien zu Leon Battista Alberti. Band 3). Steiner, Stuttgart 2023, ISBN 978-3-515-13249-7.